# Oktobristerne
Oktobristerne (russisk: Октябристы, tr. Oktjabristy) var medlemmer af partiet 17. oktober forbundet (russisk: Союз 17 октября, tr. Sojuz 17 oktjabrja) i Rusland.
Partiet var vokset ud af den russiske revolution i 1905 og eksisterede frem til udgangen af 1917. Organisationen stiftet med Oktobermanifestet, udsendt den 17. oktober 1905 af Nikolaj II, som grundlag. Oktobristerne støttede idéen om et konstitutionelt monarki med fulde lovgivningsmæssige rettigheder til Dumaen, som proklameret af zaren i manifestet.
I den tredje duma (1907-1912) udgjorde de den næststørste gruppe efter De Sorte Hundreder (russisk: Черносотенцы), som de samarbejdede med. De blev støttet af adelen og iværksættere på grund af deres konservative politik. I 1915 tilhørte de den progressive blok af oppositionspartier i Dumaen, og var repræsenteret efter Februarrevolutionen i 1917 i den provisoriske regering. Partiledelsen bestod af industrimagnaten Aleksandr Gutjkov, godsejeren Mikhail Rodzjanko og lægen Ivan Godnev. Gutjkov var Krigsminister i den første provisoriske regering.